# Orestes (Indiana)
Orestes es un pueblo ubicado en el condado de Madison en el estado estadounidense de Indiana. En el Censo de 2010 tenía una población de 414 habitantes y una densidad poblacional de 256,58 personas por km².

## Geografía
Orestes se encuentra ubicado en las coordenadas 40°16′10″N 85°43′39″O / 40.26944, -85.72750. Según la Oficina del Censo de los Estados Unidos, Orestes tiene una superficie total de 1.61 km², de la cual 1.61 km² corresponden a tierra firme y (0%) 0 km² es agua.

## Demografía
Según el censo de 2010, había 414 personas residiendo en Orestes. La densidad de población era de 256,58 hab./km². De los 414 habitantes, Orestes estaba compuesto por el 95.65% blancos, el 0.24% eran afroamericanos, el 0.48% eran amerindios, el 0% eran asiáticos, el 0% eran isleños del Pacífico, el 2.9% eran de otras razas y el 0.72% pertenecían a dos o más razas. Del total de la población el 4.83% eran hispanos o latinos de cualquier raza.